# Felipa de Souza
Felipa de Souza (Tavira, Portugal, 1556 – Brésil, 1600) est une femme portugaise, condamnée pour « prácticas nefandas » (pratiques infâmes) par l'Inquisition portugaise dans la colonie du Brésil. 
Son nom a été attribué à l'une des principales distinctions internationales pour les droits de la communauté LGBT par la Commission internationale des droits de l'homme gays et lesbiennes.

## Biographie
Felipa de Souza est née à Tavira, en Algarve. Elle est expulsée du Portugal pour « sodomie ». Elle est arrive au Brésil à une date inconnue. Veuve, et lettrée (fait inhabituel à l'époque), elle épouse en deuxième noces Francisco Pires, maçon de profession, à Salvador de Bahia.
En 1591, l'Inquisition portugaise commence à sévir au nord-est du Brésil. Son centre était à Salvador de Bahia, alors capitale de la colonie. Le 20 août 1591, Paula de Sequeiro, une chrétienne de 40 ans, accusée de posséder un livre interdit, Los siete libros de la Diana (en) ( Sept Livres de Diana) de Jorge de Montemayor, fut l'une des premières à avouer ses péchés. Dans ses aveux au père Heitor Furtado de Mendonça, elle mentionne Felipa de Souza comme son amante, avouant avoir partagé une passion amoureuse et en affirmant qu'elles avaient échangé des lettres d'amour pendant deux ans. Conscientes que le « crime de sodomie, honteux et anormal » était passible de la peine de mort, mais que les aveux avaient suscité la clémence des inquisiteurs, de nombreuses femmes, paniquées, avouèrent alors avoir eu des relations avec Felipa de Souza. À l’époque, 29 femmes furent accusées du même crime à Salvador de Bahia. 
Felipa de Souza fut condamnée  à une peine était plus légère que celle qu'elle aurait eu a subir en Europe pour un crime similaire. Le 4 janvier 1592, elle est condamnée à l'exil. Pieds nus, vêtue d'une robe et portant une bougie allumée à la main, elle doit écouter le récit de ses crimes dans la cathédrale, puis est attachée au pilori et flagellée devant la foule. En pénitence, on lui ordonne de jeûner de pain et d'eau quinze vendredis et neuf samedis. Enfin, elle est expulsée de la ville, emportant « ses vices et sa mauvaise réputation ». Elle doit également payer les frais du procès, 992 reis, ce qui équivalait au salaire mensuel d'un marin.
Son accusatrice, étant l'épouse d'un agent du Trésor, Antônio de Farias, fut elle condamnée à une peine plus légère : 6 jours de prison et une amende de 50 cruzados.
Son histoire a été découverte par le professeur et anthropologue brésilien Luiz Mott (es).

## Hommages
En son honneur, son nom a été donné en 1998 à une ONG.
La Commission internationale des droits de l'homme gays et lesbiennes a institué le « Prix Felipa de Souza », la principale distinction internationale pour les droits de la communauté LGBT.

### Livres
- (pt) Luiz Mott, O Lesbianismo no Brasil, Mercado Aberto, 1987 (ISBN 9788528000221)
- (en) Lamonte Aidoo, Slavery Unseen : Sex, Power, and Violence in Brazilian History, Duke University Press, 2008, 272 p. (ISBN 9780822371687)
- (pt) Amilcar Torrão Filho, Tríbades galantes, fanchonos militantes : homossexuais que fizeram história, Edicoes GLS, 2000, 284 p. (ISBN 9788586755248)
- Ligia Bellini, A coisa obscura: mulher, sodomia e inquisição no Brasil colonial, São Paulo, Editora brasiliense, 1989
- Geraldo Pieroni, Os excluídos do Reino: a Inquisição portuguesa e o degredo para o Brasil colônia, Brasília, EdUnB, 2000
- Ronaldo Vainfas (pt), « Homoerotismo feminino e o Santo Ofício », in Mary Del Priori (éd.), História das mulheres no Brasil, São Paulo, Contexto, 2006, p. 115-140

### Articles
- (pt) Ana Cecília Rocha Goes, « Uma leitora de “diana” no século XVI : entre cartas, sortilégios e sodomia », Revista Fórum Identidades, i, vol. 2, no 2,‎ 2007, p. 61-70 (ISSN 1982-3916, lire en ligne, consulté le 19 janvier 2020)
- (pt) José Carlos Vilhena Mesquita, « Felipa de Sousa, algarvia condenada na Inquisição pelo 'pecado nefando da sodomia' », al-úlyá, vol. 20,‎ 2018, p. 113-152 (lire en ligne, consulté le 19 janvier 2020)
- (pt) Kaíque Moreira Léo Lopes, « Paula De Sequeira. Inquisição e Lesbianismo na Bahia Quinhentista », Revista Cantareira, vol. 21,‎ janvier-juin 2016, p. 67-83 (lire en ligne, consulté le 19 janvier 2020)

## Articles annexes
- Droits LGBT au Brésil
- Felipa de Souza Award (en)